# Alessandra Amoroso

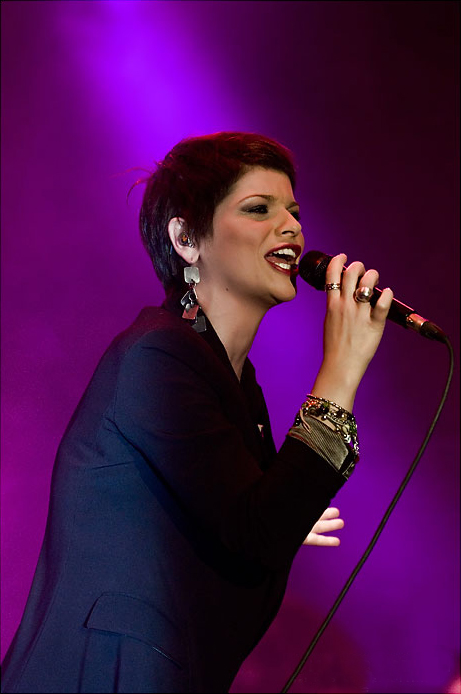
Alessandra Amoroso el 2009 a Florència

Alessandra Amoroso (Galatina, Pulla, 12 d'agost de 1986) és una cantant italiana. Esdevingué famosa el 2009 quan va guanyar de la 8a temporada de l'espectacle de talents Amici di Maria De Filippi.
El 2014 es va convertir en la primera artista femenina italiana nominada a Best Worldwide Act durant els MTV Europe Music Awards, després de guanyar a les categoríes Best Italian Act i Best Europe South Act.

## Discografia
- Senza nuvole (2009)
- Il mondo in un secondo (2010)
- Cinque passi in più (2011)
- Amore puro (2013)
- Alessandra Amoroso (2015)
- Vivere a colori (2016)
- 10 (2018)